# Jaret Anderson-Dolan
Jaret Anderson-Dolan (Calgary, Alberta, 12 de septiembre de 1999) es un jugador profesional canadiense de hockey sobre hielo que se desempeña en la posición de centro en Los Angeles Kings, equipo de la National Hockey League (NHL).

## Carrera
Fue seleccionado en la segunda ronda en la NHL Entry Draft de 2017. En 2018 hizo su debut profesional con el equipo Los Angeles Kings, donde lleva jugando seis temporadas.